# Месје 23
Месје 23 (М23) је расејано звездано јато у сазвежђу Стрелац које се налази у Месјеовом каталогу објеката дубоког неба.
Деклинација објекта је - 19° 0' 42" а ректасцензија 17h 56m 56,0s. Привидна величина (магнитуда) објекта М23 износи 5,5. М23 је још познат и под ознакама NGC 6494, OCL 30, ESO 589-SC22.